# Гнев (гмина)
Гнев (пол. Gniew) — городско-сельская гмина (волость) в Польше, входит как административная единица в Тчевский повет, Поморское воеводство. Население — 15 563 человека (на 2004 год).

## Демография
| Перепись                       | Всего   | Всего | Женщины | Женщины | Мужчины | Мужчины |
| ------------------------------ | ------- | ----- | ------- | ------- | ------- | ------- |
| Единицы                        | человек | %     | человек | %       | человек | %       |
| Население                      | 15 563  | 100   | 7896    | 50,7    | 7667    | 49,3    |
| Плотность населения (чел./км²) | 79,9    | 79,9  | 40,5    | 40,5    | 39,4    | 39,4    |

## Соседние гмины
1. Гмина Квидзын
2. Гмина Можещын
3. Гмина Нове
4. Гмина Пельплин
5. Гмина Рыево
6. Гмина Садлинки
7. Гмина Сментово-Граничне
8. Гмина Штум

## Замок в Гневе
Замок в Гневе — это значительнейшая крепость Тевтонского ордена на левом берегу реки Вислы. Возведённая на рубеже XIII и XIV веков она стала домом тевтонских командоров, а в польские времена там проживали старосты. В XIX веке замок многократно перестраивали (зернохранилище, тюрьма). В настоящее время в Гневской крепости размещаются, в частности, фонд Замок в Гневе, отделение Гданьского Археологического Музея, Охотничий центр, исторические клубы — «Братство Святого Адальберта», «Жилтый полк пеходы Алармтех». Проходившие здесь с 1992 года спектакли и исторические инсценировки, а также рыцарские турниры, привели к тому, что Гневский замок считается одним из важнейших центров популяризации истории в Польше. Весь год здесь проводятся различные мероприятия туристической, научной и общественной направленности («Живые уроки истории»; «Путешествие в прошлое»; «Образовательные недели» и др.).